# Pollenfeld
Pollenfeld – miejscowość i gmina w Niemczech, w kraju związkowym Bawaria, w rejencji Górna Bawaria, w regionie Ingolstadt, w powiecie Eichstätt, wchodzi w skład wspólnoty administracyjnej Eichstätt. Leży na terenie Parku Natury Altmühltal, w Jurze Frankońskiej, około 5 km na północ od Eichstätt.

## Dzielnice
W skład gminy wchodzą następujące dzielnice: Pollenfeld, Seuversholz, Sornhüll, Wachenzell, Weigersdorf, Preith.

## Demografia
| Rok  | Liczba mieszk. |
| ---- | -------------- |
| 1970 | 1 984          |
| 1987 | 2 378          |
| 2000 | 2 768          |
| 2005 | 2 808          |

Dane o ludności z 31 grudnia 2008:
| Opis                                | Ogółem | Ogółem | Kobiety | Kobiety | Mężczyźni | Mężczyźni |
| ----------------------------------- | ------ | ------ | ------- | ------- | --------- | --------- |
| Jednostka                           | osób   | %      | osób    | %       | osób      | %         |
| Populacja                           | 2788   | 100    | 1355    | 48,6    | 1433      | 51,4      |
| Wiek przedprodukcyjny (0–17 lat)    | 592    | 21,23  | 290     | 10,4    | 302       | 10,83     |
| Wiek produkcyjny (18–65 lat)        | 1781   | 63,88  | 840     | 30,13   | 941       | 33,75     |
| Wiek poprodukcyjny (powyżej 65 lat) | 415    | 14,89  | 225     | 8,07    | 190       | 6,81      |

## Polityka
Wójtem gminy jest Willibald Schneider senior, rada gminy składa się z osób.
|      | CSU/CWG | FWG | Razem |
| 2008 | 7       | 7   | 14    |
| 2002 | 7       | 7   | 14    |

## Oświata
W gminie znajdują się dwa przedszkola (100 miejsc) oraz szkoła podstawowa (10 nauczycieli, 167 uczniów).